# Força Aérea da Suécia
A Força Aérea da Suécia (em sueco: Flygvapnet) é o ramo aéreo das Forças Armadas da Suécia.

Tem como missão assegurar permanentemente a proteção do espaço aéreo sueco contra violações.

## História
A Força Aérea da Suécia foi criada em 1 de julho de 1926, quando as unidades de aeronaves do Exército e da Marinha foram mescladas. Devido à escalada das tensões internacionais durante a década de 1930, a força aérea foi reorganizada e ampliada de 4 para 7 esquadrões.

Quando a Segunda Guerra Mundial eclodiu, em 1939, uma expansão maior foi iniciada, e esta expansão substancial não foi concluída até o final da guerra. Apesar de a Suécia nunca ter entrado na guerra, uma grande força aérea foi considerada necessária para afastar a ameaça de invasão e para resistir às pressões por meio de ameaças militares das grandes potências. Por volta de 1945, a Força Aérea Sueca tinha mais de 800 aeronaves prontas para o combate, incluindo 15 divisões de caças.
Um grande problema para a Força Aérea da Suécia durante a Segunda Guerra Mundial foi a falta de combustível. A Suécia era cercada na época por países em guerra, e não podia contar com petróleo importado.

## Força Aérea da Suécia hoje
Atualmente a Força Aérea da Suécia dispõe de três esquadrões de caças, um esquadrão de helicópteros, um regimento de comando e uma escola prática de combate aéreo, utilizando quatro bases aéreas permanentes e vários aeródromos de manobra.

Como principal arma de combate tem 90 JAS-39 Gripen.

## Aeronaves

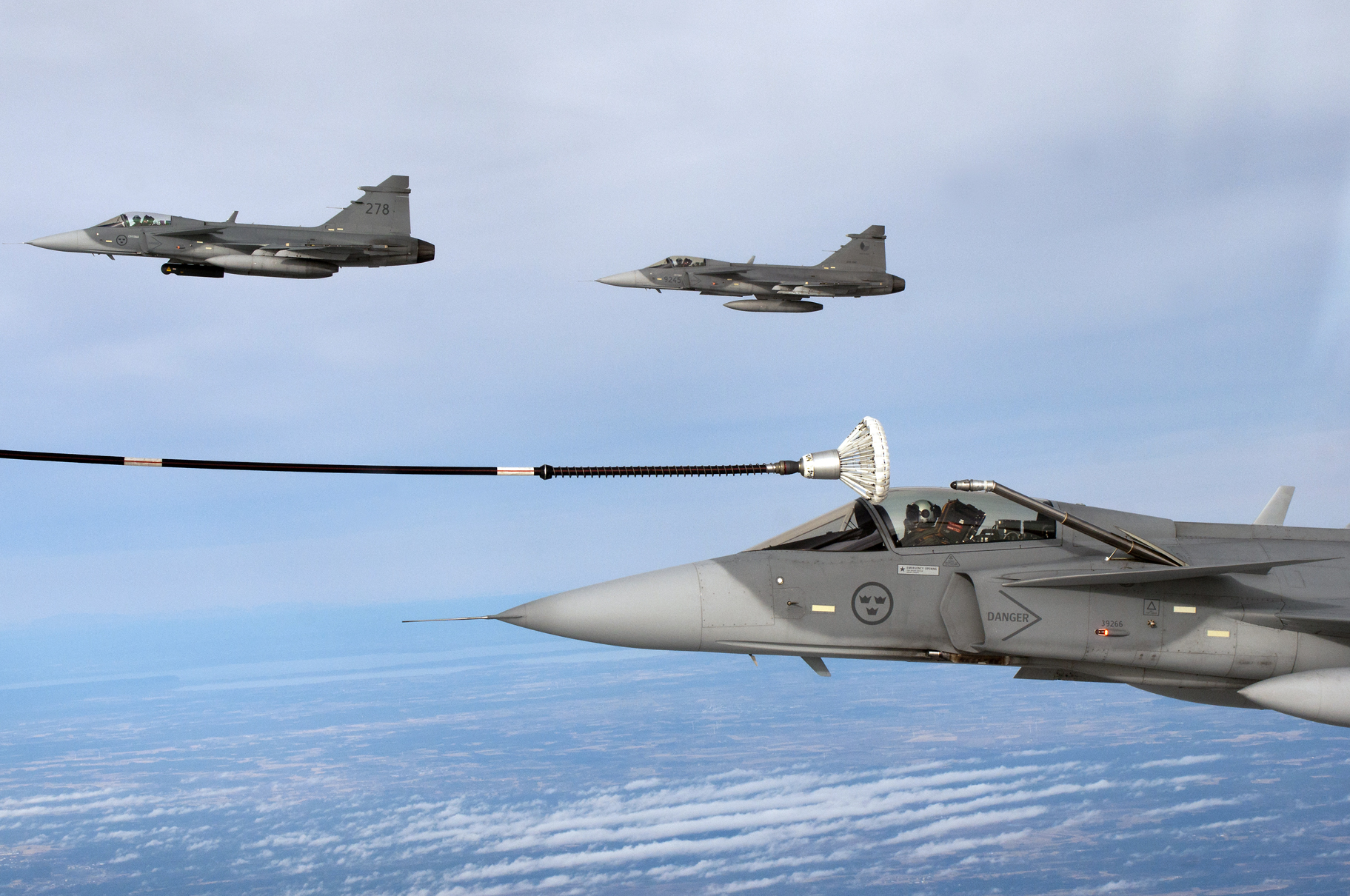
Caças JAS 39 Gripen suecos.

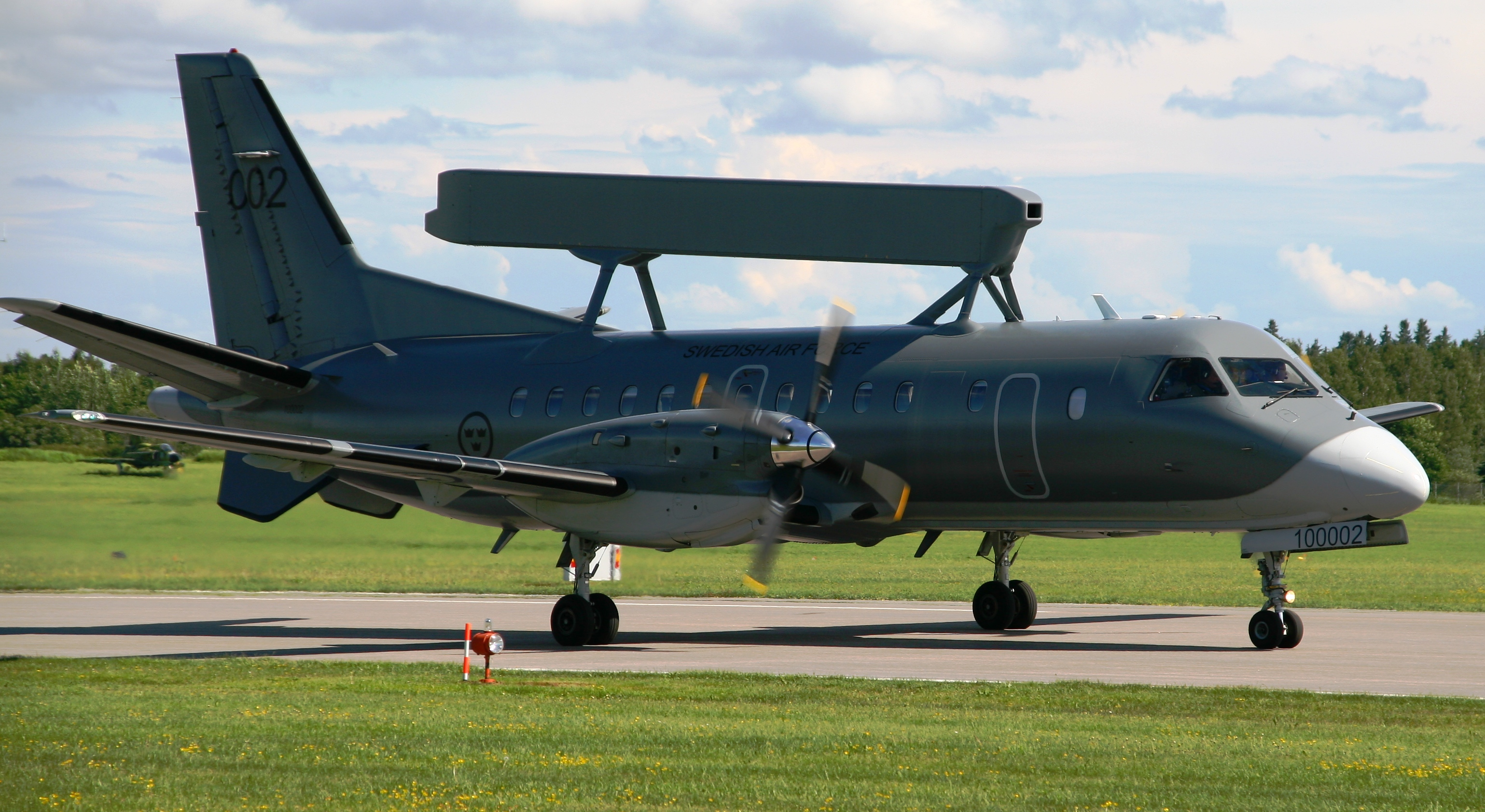
Um AEW&C Saab 340AEW.

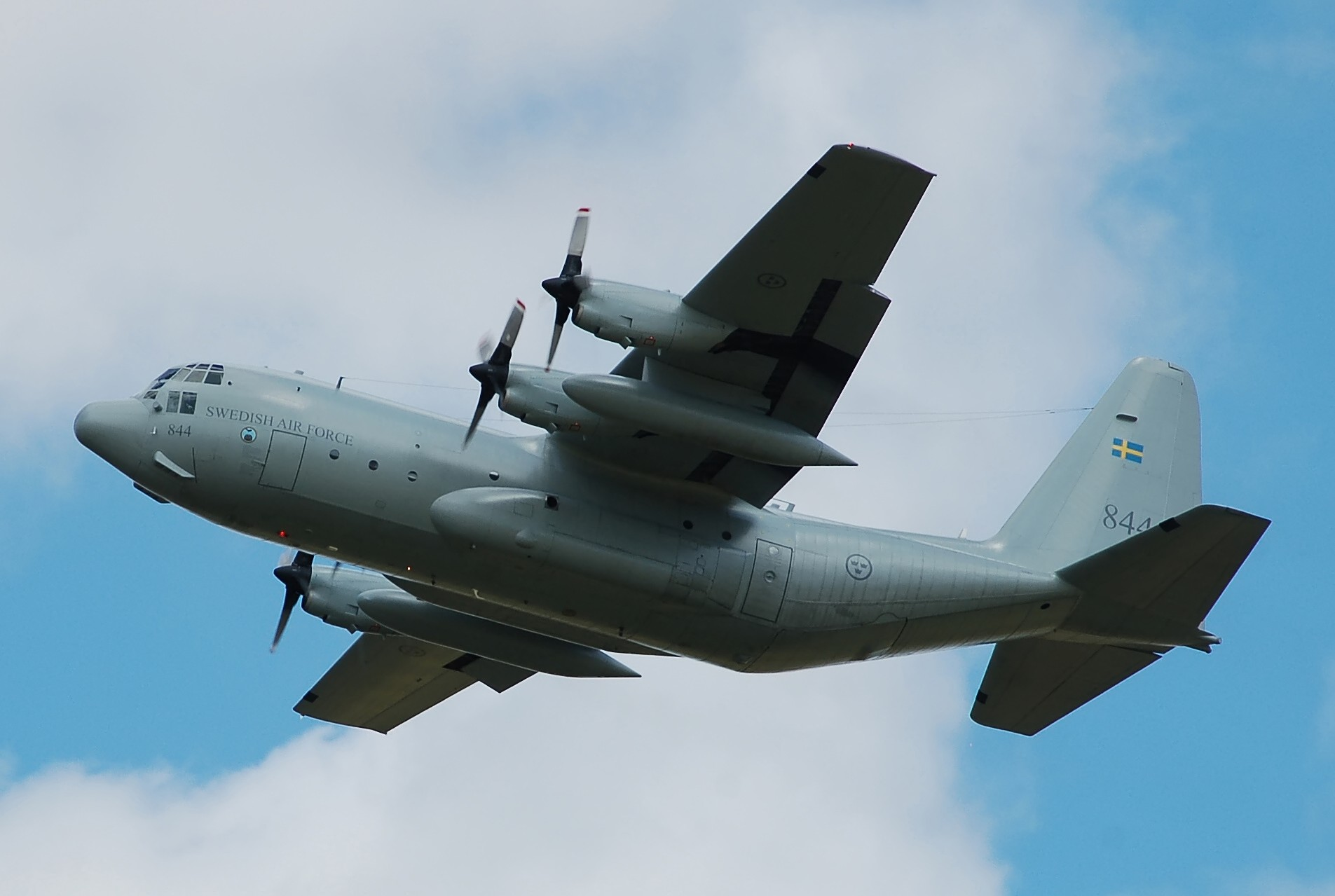
Uma aeronave Hercules C-130 sueca.

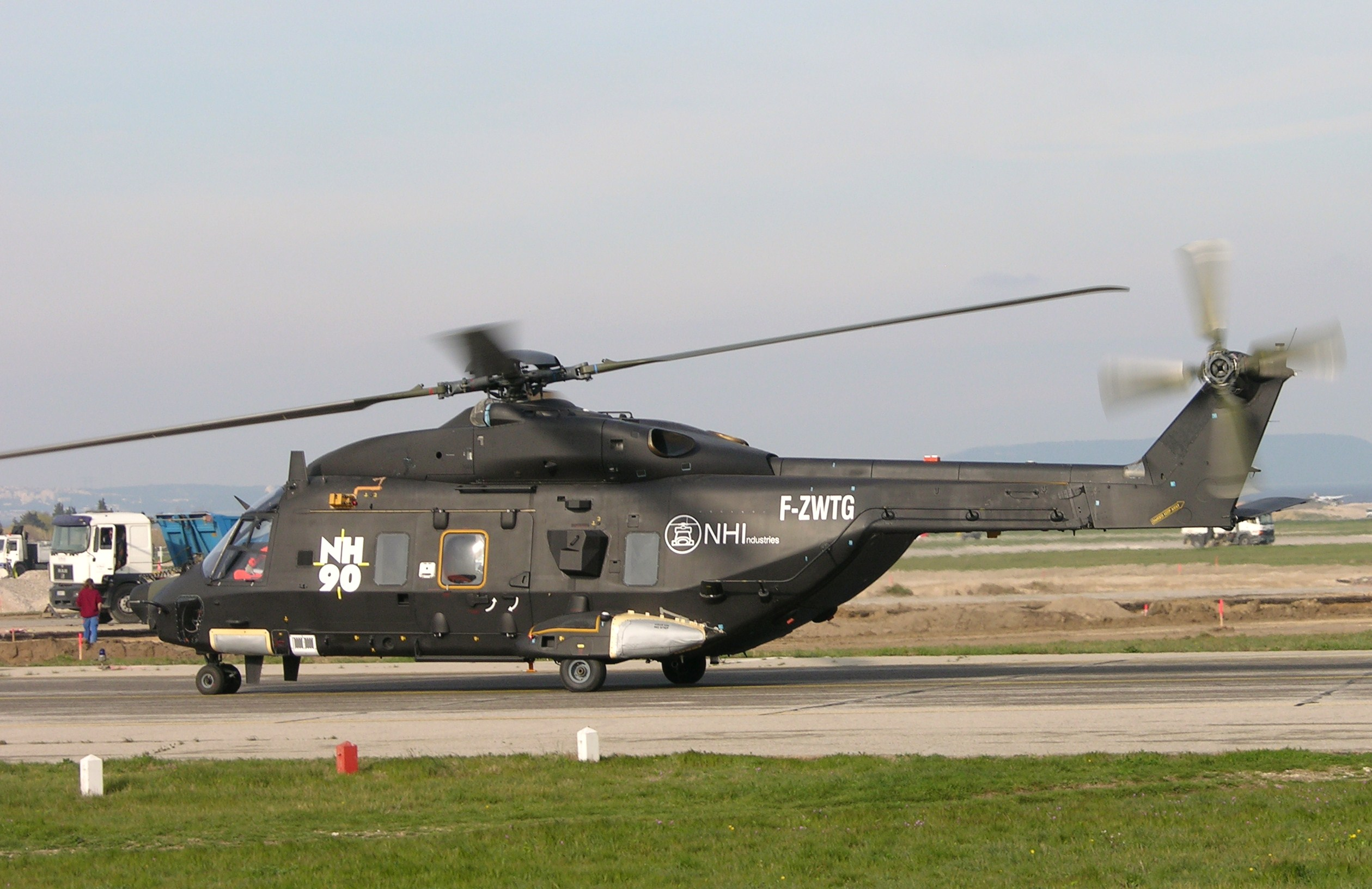
O helicóptero utilitário Hkp 14 (NHIndustries NH90) da Suécia.

| Nome                         | Origem         | Tipo                                                                          | Designação                      | Quantidade | Nota |
| ---------------------------- | -------------- | ----------------------------------------------------------------------------- | ------------------------------- | ---------- | --- |
| JAS-39 Gripen                | Suécia         | Caça multimissão Treino de multimissão Caça multimissão Treino de multimissão | JAS 39A JAS 39B JAS 39C JAS 39D | 54 12 56 8 | Dos 204 Gripens encomendados, 130 permanecem em serviço com pelo menos 60 a serem atualizados para o padrão E/F a partir de 2018 |
| Saab 105                     | Suécia         | Treinador a jato                                                              | SK 60                           | 80         | Manutenção da Saab |
| Saab 340                     | Suécia         | Transporte AWACS                                                              | TP 100 FSR 890 ASC 890 FSR TP   | 3 2        | |
| Eurocopter AS-332 Super Puma | União Europeia | Transporte, evacuação médica                                                  | HKP 10 HKP 10B HKP 10D          | 7 3 2      | Três HKP 10B mandados para o Afeganistão em 2010 para dar suporte as tropas                                                      |
| NHI NH90                     | União Europeia | Transporte                                                                    | HKP 14                          | 4          | 18 encomendados. Não estarão operacionais antes de 2017                                                                          |
| Boeing C-17 Globemaster III  | Estados Unidos | Transporte                                                                    | C-17A                           | 3          | |
| AgustaWestland AW109         | Itália         | Transporte                                                                    | HKP 15                          | 20         | |
| UH-60 Black Hawk             | Estados Unidos | Combate, transporte, busca e salvamento                                       | HKP 16                          | 13         | 15 encomendados. Todos entregues até 2020, substituirão os defasados HPK 14                                                      |
| Lockheed C-130 Hercules      | Estados Unidos | Transporte                                                                    | TP 84                           | 8          | |
| Gulfstream IV                | Estados Unidos | SIGINT VIP                                                                    | S 102B TP 102                   | 2          | |
| Gulfstream G550              | Estados Unidos | VIP                                                                           | TP 102D                         | 25000      | |
| Elbit Skylark                | Israel         | SAUV Falken (Falcão)                                                          | VANT                            |            | |
| AAI RQ-7 Shadow              | Estados Unidos | AUV 03 Örnen (Águia)                                                          | VANT                            |            | |

## Unidades

### Esquadrões de caças
Existem três alas de caças:
- F 7 - Esquadrão de Skaraborg - Sediado em Såtenäs, perto de Lidköping, junto ao lago Vänern; opera caças JAS 39 Gripen C/D e aviões de transporte Hercules.[12]
- F 16 - Esquadrão da Uppland - Sediado em Ärna, na cidade de Uppsala; gere missões de combate da força aérea e de vigilância do espaço aéreo sueco.[13]
- F 17 - Esquadrão de Blekinge - Sediado em Kallinge, perto de Ronneby; opera caças JAS 39 Gripen C/D, aeronaves de transporte de passageiros Saab 340 e helicópteros Eurocopter AS332 Super Puma.[14]
- F 21 - Esquadrão de Norrbotten - Sediado em Luleå, no aeroporto civil e militar de Luleå; opera caças JAS 39 Gripen C/D e aeronaves de transporte de passageiros Saab 340.[15]

### Helicópteros
- Hkpflj - Esquadrão de Helicópteros - Sediado em Malmen, perto de Linköping, com destacamentos em Luleå e Kallinge; opera helicópteros terrestres e marítimos dos tipos Eurocopter AS332 Super Puma, NHI NH90, AgustaWestland AW109 e UH-60 Black Hawk.[16]

### Regimento de Comando
- LDR - Regimento de Comando (em sueco: Ledningsregementet) - Tem a missão de apoiar as Forças Armadas da Suécia nas funções de comunicação e comando. Está sediado em Enköping, e dispõe de pontos de apoio em Strängnäs, Karlskrona, Boden, Estocolmo e Uppsala.[17]

### Formação
- LSS - Escola Prática de Combate Aéreo (em sueco: Luftstridsskolan) - Localizada no Aeroporto Militar de Ärna - Uppsala; forma pessoal de combate, desenvolve materiais e métodos de combate, e executa controle contínuo do espaço aéreo sueco.[18]

## Conflitos

### Intervenção militar na Líbia em 2011
A Resolução 1973 do Conselho de Segurança das Nações Unidas autorizou a Suécia e outros países membros da OTAN a enviarem forças militares com o objetivo de criar uma zona de exclusão aérea sobre a Líbia e apoiar os rebeldes na guerra civil contra o governo de Muammar al-Gaddafi. A Força Aérea da Suécia enviou 8 caças JAS-39 Gripen.